# Gunnar Didrichsen
Gunnar Börge Didrichsen, född 9 september 1903 i Köpenhamn, död 29 augusti 1992 i Helsingfors, var en dansk direktör verksam i Finland.
Didrichsen var uppvuxen i en skeppsredar- och köpmannafamilj i Köpenhamn. Efter avlagd studentexamen i Danmark 1921 studerade han ekonomi i Tyskland 1922–1925 och England 1925–1927. Han flyttade sistnämnda år till Finland och grundade 1928 marknadsföringsbolaget Oy Trans-Meri Ab, vars verkställande direktör han var fram till 1988.
Didrichsen gifte sig 1939 med Marie-Louise Granfelt (1913–1988). Paret skapade tillsammans en betydande konstsamling och grundade 1963 en konststiftelse som bär deras namn. I anslutning till hemmet på Granö i Helsingfors öppnades 1965 Didrichsens konstmuseum, som fram till makarna Didrichsens död 1988 respektive 1991 sköttes av dem själva.